# Televisión Murciana
Televisión Murciana (TVM) es el primer canal de televisión privado de ámbito autonómico de la Región de Murcia.  Se constituyó en el año 1994 y comenzó las emisiones en 1995. En la actualidad además de canal de televisión opera como productor de contenidos audiovisuales y proveedor de tecnología para las retransmisiones y conexiones en directo en la Región de Murcia, con 7TV y en la Comunidad Valenciana con À Punt.
No forma parte del Ente Público Radiotelevisión de la Región de Murcia.

## Programación
En su parrilla de emisión 24 horas ofrece contenido generalista con películas, programas infantiles, documentales, series, programas deportivos y videoclips musicales, en su mayoría a través de LifeTV.
Todos los días de 14:00 a 14:30 y 20:00 a 20:30 Noticias Televisión Murciana (TP).
Lunes a las 22:00 ¡Tú Sabrás Summer!.
Miércoles a las 21:00 Especial: DE GRANA Y ORO.
Jueves a las 21:30 Elite Murcia.
Viernes a las 21:30 Europa a un paso.

## Cobertura
El canal emite en toda la Región de Murcia a través del canal 29 de la TDT.

## Sede e instalaciones
La sede y centro de producciones se encuentra en la calle San Vicente de Paul, 6. 30100 Espinardo (Murcia)